# Phil Collins
Philip David Charles "Phil" Collins (London, 30. siječnja 1951.) engleski je glazbenik, bivši pjevač i bubnjar pop-rock sastava Genesis. Collins je paralelno s članstvom u Genesisu imao i vrlo uspješnu solo karijeru, u kojoj je osvojio sedam Grammyja, dva Zlatna globusa te Oscar za najbolju originalnu pjesmu. Godine 2010. primljen je u Rock and Roll kuću slavnih kao član Genesisa.
Collins je, uz Paula McCartneyja i Michaela Jacksona, jedan od trojice glazbenika koji su prodali preko 100 milijuna albuma kao solo izvođači i kao članovi glazbenog sastava. Ukupno je tijekom 1980-ih imao više Top 40 hitova na Billboard Hot 100 ljestvici nego ijedan drugi glazbenik.
U ožujku 2011. Collins je objavio umirovljenje iz obiteljskih razloga.

## Phil Collins u Hrvatskoj
Collins je gostovao u Hrvatskoj u sklopu oproštajne svjetske turneje "First Final Farewell Tour" te je 27. listopada 2005. održao koncert u zagrebačkom Domu sportova.

## Diskografija

### Genesis
- albumi sa sastavom Genesis

### Samostalni albumi
- 1981.: Face Value
- 1982.: Hello, I Must Be Going!
- 1985.: No Jacket Required
- 1989.: ...But Seriously
- 1993.: Both Sides
- 1996.: Dance Into the Light
- 1999.: Tarzan: An Original Walt Disney Records Soundtrack
- 2002.: Testify
- 2003.: Brother Bear: Original Soundtrack
- 2010.: Going Back

### Najveći hitovi
- 1981.: "In The Air Tonight"
- 1983.: "You Can't Hurry Love"
- 1984.: "Against All Odds (Take A Look At Me Now)"
- 1985.: "Sussudio"
- 1985.: "One More Night"
- 1985.: "Easy Lover" (s Philipom Baileyjem)
- 1985.: "Separate Lives" (s Marilyn Martin)
- 1988.: "A Groovy Kind Of Love"
- 1988.: "Two Hearts"
- 1989.: "Another Day In Paradise"
- 1990.: "I Wish It Would Rain Down"
- 1999.: "You'll Be In My Heart"
- 2002.: "Can't Stop Loving You"

## Vanjske poveznice
- Službena stranica (engl.)
- Phil Collins na stranici Atlantic Recordsa (engl.)
- Phil Collins u internetskoj bazi filmova IMDb-u (engl.)